# Bush na Babilônia: a Recolonização do Iraque
Bush na Babilônia: a Recolonização do Iraque é um livro de Tariq Ali. O livro traça um panorama da história moderna do Iraque e critica fortemente sua invasão pelos Estados Unidos.